# Sherwood Universal Vehicles
Sherwood Universal Vehicles war ein britischer Hersteller von Automobilen.

## Unternehmensgeschichte
Steven Beardsall, der auch Spartan Cars leitete, gründete 1984 das eigenständige Unternehmen in Pinxton in der Grafschaft Nottinghamshire. Er begann mit der Produktion von Automobilen und Kits. Der Markenname lautete Sherwood. 1992 endete die Produktion. Insgesamt entstanden etwa 310 Exemplare.

## Fahrzeuge
Ein Modell war der Sherwood. Die Basis bildete ein Leiterrahmen. Viele Teile vom Ford Cortina wurden verwendet, und dazu vierzehn separate Paneele aus Fiberglas, die die Karosserie bildeten. Das fertige Fahrzeug war ein Kombinationskraftwagen mit erhöhtem Laderaum, den es drei- und fünftürig gab. Von diesem Modell entstanden ab 1984 etwa 110 Exemplare.
Der Starcraft war ein sechsrädriges Wohnmobil mit Alkoven auf Basis des Sherwood. Ab 1986 entstanden etwa 200 Exemplare.